# 吊庄移民
吊庄移民是宁夏回族自治区把西海固特困区的农民按照村庄集体搬迁到平川引黄灌区(卫宁灌區、青銅峽灌區)、扬黄灌区的政府开发性移民扶贫方式。与之相对的是“插花移民”，即投亲靠友、分散安置。

## 历史
西海固作为移民迁出地，生存条件极端恶劣、自然资源贫乏、难以解决基本温饱问题。由于历史原因，西海固山上有大量农耕居民定居。按照低水平的扶贫标准，耕地资源超载人口20%。宁南山区12县的人均GDP只有灌区8县的1/6，粮食单产只有灌区的1/8。
“吊庄”一词的最初含义是一家人走出去一两个劳动力，到外地开荒种植，就地再建一个简陋仅供暂栖的家，这样一户人家住在两处，一个庄子吊两个地方。
1982年，国务院确定为解决“三西”（指甘肃河西地区、甘肃定西地区和宁夏西海固地区共47个县38万km2）集中连片特困地区的农民温饱问题开展农业建设项目。1982年12月22日，国务院办公厅签发《关于成立三西（河西、定西、西海固）地区农业建设领导小组的通知》（国办发〔1982〕85号），称“为加快甘肃河西走廊商品粮基地建设，改变甘肃定西、宁夏西海固地区的贫困面貌，国务院决定成立三西（河西、定西、西海固）地区农业建设领导小组。主要任务为：“组织各方面的力量，制定建设规划，合理使用国家拨给的专项资金，协调解决建设中的有关问题。”领导小组的办事机构设在中华人民共和国农牧渔业部，负责办理日常工作。1983年中央设立了“三西”农业建设专项补助资金，用于支持农村基础设施建设、农业产业发展。
1983年1月，“三西”地区农业建设规划会议上，宁夏回族自治区采用了“吊庄”这一地域性特色的词汇，以调动农民异地迁移的积极性，使思想动员工作顺利进行，赋予了这个词全新的内涵。1983年5月13日宁夏回族自治区党委和政府的主要负责人在中宁县长山头农场会议室召开自治区首次扶贫移民协商会议，决定西海固山区50余万特困人口“以川济山，山川共济”实施吊庄移民，缓解宁南山区人口与资源的基本矛盾。会议确定首批吊庄移民8万人口移民开发灌区20万亩土地：
- 隆德县：在平罗县潮湖建立移民基地，安置8988人。以“农工开发”模式，“兴工富区”。1992年成立宁夏隆湖扶贫经济开发区。2003年移交石嘴山市，2004年转交大武口区属地管理，2009年2月设立星海镇。
- 泾源县：泾源县政府在永宁县芦草洼移民基地，搬迁安置15345人，全部是回族，来自泾原县所有8个乡。设立“泾源县芦草洼农业建设指挥部”（简称“泾源县农建办”）、泾源县公安局芦草洼经济开发区公安分局。2001年移交银川市郊区属地管理。2002年11月银川市三区重新划界时划归西夏区管辖设立，当时共开发土地6.8万亩，植树530万株，修建大小渠沟231公里；形成固定资产3亿多元，相当于国家全部投资的10倍；移民3.5万人，人均产粮564公斤，农民人均收入达到1330元。[5]教育水平从1983年芦草洼只有1所学校、3名教师、30多名学生发展到2008年拥有14所小学、2所中学（包括1所回族完全中学）、在校生6034人。
- 固原县、彭阳县：在中宁县大战场、马家梁，利通区扁担沟建立移民基地，安置26021人。

1984年5月开始首批移民进驻。
1985年起，宁夏的吊庄移民工程进入大规模实施阶段。第二批增加了：
- 盐池县：在灵武县狼皮子梁建立了县外吊庄安置2082人
- 中卫县：在本县南山台子建设县内吊庄
- 彭阳县：在中宁县长山头农场建设县外插户式吊庄安置7585人。
- 西吉县：在中卫县南山台子的东台乡和西台乡建设县外迁插户式吊庄2865人
- 海原县：在陶乐县三棵柳、红崖子和五堆子建设县外迁插户式吊庄。安置926人。

1995年底国务院批准立项投资33亿元，规划灌溉耕地200万亩，用6年时间为解决山区100万农民贫困问题，称为“1236工程”。
- 闽宁镇：1997年后自治区政府组织下由西吉县、海原县山区贫困地区搬迁到永宁县的吊庄移民。[6][7][8]1997年，闽宁两省(区)第二次联席会议决定成立闽宁村，2000年改为闽宁镇，由永宁县管辖。[7]搬迁安置18500人，回族占72%。是福建省对口帮扶宁夏的重点区域。镇名来源于福建省的简称“闽”，及宁夏回族自治区的简称“宁”。[6]
- 宁夏华西村（银川市西夏区镇北堡镇华西村）：1995年，江苏华西村与宁夏回族自治区人民政府签订合作协议，从宁夏南部山区的固原、海原、西吉、同心等县移民1000户6000人，在镇北堡林草场管理区域内援建了宁夏华西村。从1996年开始两年时间安置500多户3000人山区特困移民。开发荒地233公顷。2000年初，宁夏华西村交由属地银川市郊区政府管理，江苏华西村停止资金支持，至此江苏华西村共累计向宁夏华西村提供了400万元的扶贫资金。

2001年国家扶贫工作会议确定了生态移民，对居住在生存条件极端恶劣、自然条件频发地区的特困人口，采取易地扶贫开发搬迁安置的扶贫政策。宁夏被确定为国家易地扶贫搬迁工程的四个试点省区之一。主要是针对六盘山水源涵养林区、封育区、水库建设区、地质灾害发生区采取整村搬迁的方式，先开发后搬迁，实行属地管理。宁夏的生态移民工程从2001年至2005年，从南部山区的八县28.5万多人：
| 迁出地   | 迁出人口 |
| -------- | -------- |
| 固原县   | 6800     |
| 盐池县   | 31000    |
| 彭阳县   | 10013    |
| 泾源县   | 46400    |
| 西吉县   | 20000    |
| 同心县   | 53000    |
| 隆德县   | 23150    |
| 海原县   | 75300    |
| 沙坡头区 | 18000    |

至2008年，宁夏建立移民吊庄25处，搬迁42万余人，开发耕地83万亩，其中60.7%的移民是回族。具体可分为三类：
- 县外移民吊庄模式：将南部山区被迁移民，跨县跨地区迁生活生产条件较好的川区。安置移民13万人。
- 县外插户吊庄模式：南部山区的部分群众经协商在灌区县内吊庄插户并由迁入县的属地管理。共完成插户7300人
- 县内移民吊庄模式：在本县内易灌溉、地宽人少利于生产生活的地方建设移民吊庄点。安置移民19.8万多人。如同心县的河西、河东灌区；海原县的兴隆、高崖、李旺灌区；固原七营灌区

| 迁入地   | 迁入人口 |
| -------- | -------- |
| 石嘴山市 | 25546    |
| 盐池县   | 450      |
| 沙坡头区 | 4500     |
| 贺兰县   | 5321     |
| 中宁县   | 11000    |
| 中宁县   | 32389    |
| 银川市   | 40379    |
| 红寺堡镇 | 51000    |
| 利通区   | 1217     |
| 永宁县   | 18250    |
| 平罗县   | 8988     |
| 红寺堡区 | 115660   |